# Купол Пророка

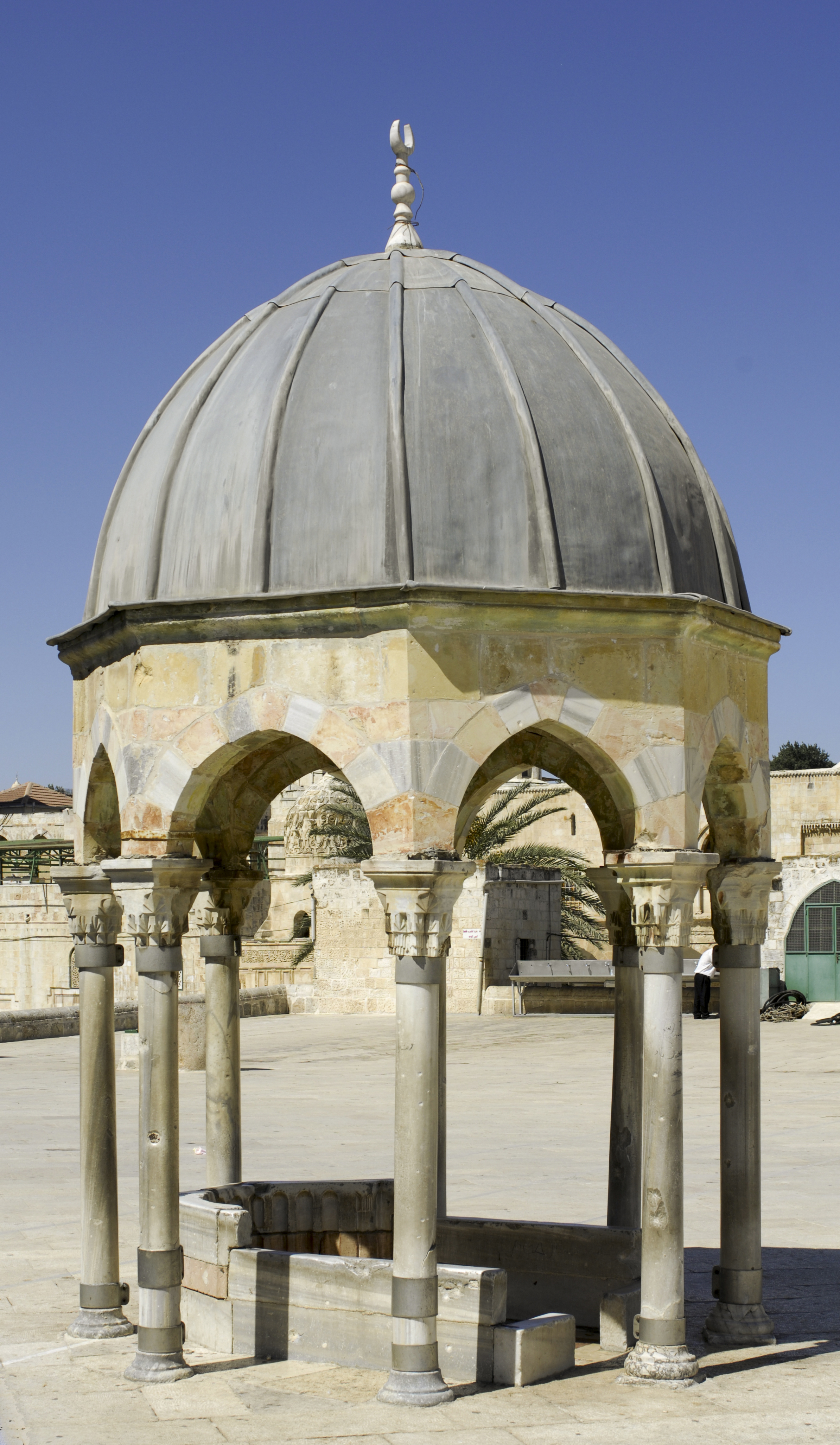
Купол Пророка

Купол Пророка (араб. قبة النبي, трансліт. Qubbat an-Nabi), також відомий як Купол Посланника, Купол Мухаммеда (тур. Muhammed Kubbesi) та Купол Габріеля (Кубат Джібріл) — один з окремо стоячих куполів, що розташований в комплексі мечеті Аль-Акса на Храмовій горі в Єрусалимі. Він розташований на північно-західній частині тераси, де стоїть Купол Скелі, і він знаходиться біля Куполу Вознесіння.

## Історія
Спочатку купол був збудований в період Омейядів, але згодом був зруйнований хрестоносцями. У 1539 році купол був перебудований Мухаммадом Беком, османським губернатором Єрусалиму під час правління Сулеймана Пишного. Його остання реконструкція відбулася за правління султана Абдула аль-Маджида II.
Декілька мусульманських письменників, особливо аль-Суюті та аль-Васіті, ⁣стверджували, що місце купола є місцем, де Мухаммад вів колишніх пророків та ангелів у молитві в ніч Раджаб-Байрам перед вознесенням на небо. Документи про пожертвування османського періоду свідчать про те, що частина пожертвувань мечеті Аль-Акса та Хасекі Султан Імарет була присвячена підтримці освітлення масляної лампи в Куполі Пророка щовечора.

## Архітектура
Восьмикутна споруда Купола Пророка побудована на восьми сірих мармурових колонах, що покритий свинцевим листом купол без стін, має напівсферичну форму і підтримується стрілчастими арками, прикрашеними червоним, чорним і білим камінням. Стародавній міхраб складається з білої мармурової плити, вбудованої в підлогу, оточеної червоним камінням і згодом відмежованої низькою стіною, яка традиційно відкривалася на півночі, щоб дозволити входу мусульманським вірянинам, які прямують на південь до Мекки для мусульманських молитов.

## External links
- https://madainproject.com/dome_of_the_prophet
- https://en.mapy.cz/zakladni?source=osm&id=148544066&x=35.2350345&y=31.7781973&z=19